# Doddington (Northumberland)
Pour les articles homonymes, voir Doddington.
Doddington est un village et une paroisse civile du Northumberland, en Angleterre. Il est situé dans le nord du comté, à 5 km au nord de la ville de Wooler. Au recensement de 2011, il comptait 195 habitants.